# Castel Ivano
Castel Ivano település Olaszországban, Trento megyében. Lakosainak száma 3267 fő (2023. január 1.). Castel Ivano Asiago, Ospedaletto, Bieno, Castelnuovo, Scurelle, Samone és Pieve Tesino községekkel határos.

## Népesség
A település népességének változása:

| 2018 | 3 314 |
| 2023 | 3 267 |